# Roger Garaudy
Roger Garaudy o Ragaa Garaudy (Marsella, 17 de julio de 1913 - Chennevières-sur-Marne, Isla de Francia, 13 de junio de 2012) fue un filósofo y político francés, autor de una cincuentena de libros que tratan particularmente de la historia de las grandes figuras del comunismo y la religión. Fue un destacado intelectual marxista que abandonó el Partido Comunista Francés tras condenar la invasión de Checoslovaquia por los tanques soviéticos en 1968. Poco después se convirtió al catolicismo y en 1982 al Islam, siendo a partir de entonces uno de los más firmes defensores de la causa palestina. En 1995 publicó Los mitos fundadores de la política israelí, donde defendió las tesis negacionistas del Holocausto, lo que le valió una condena por la justicia francesa a seis meses de cárcel, que no llegó a cumplir.

## Biografía inicial
De padre ateo y abuela materna ferviente católica, Garaudy se convirtió al protestantismo, cursó estudios universitarios en Marsella y Aix-en-Provence, doctorándose en Filosofía por La Sorbona.
En 1933, mismo año en que se afilió al Partido Comunista Francés, se trasladó a Estrasburgo, estudiando Teología en la cátedra del pastor Karl Barth. En 1937 es nombrado profesor de Filosofía en el liceo de Albi.
Durante la Segunda Guerra Mundial, fue encarcelado entre 1940 y 1942 en Djelfa (Argelia) como prisionero de guerra de la Francia de Vichy.

## Militancia comunista
En 1933 inició su militancia en el Partido Comunista Francés (PCF), del que llegó a convertirse en uno de sus ideólogos más importantes. Como filósofo era considerado una autoridad en Hegel, así como autor de docenas de obras, cuyos puntos de vista tuvieron una amplia influencia fuera de los límites del PCF.[cita requerida]
En 1945 pasa a formar parte del Comité Central del PCF, miembro de la Asamblea Nacional (1945-1951; 1956-1958) y del Senado (1959-1962). Miembro del Politburó del PCF desde 1956, Garaudy fundó y dirigió el prestigioso Centre d'Etudes et de Recherches Marxistes (Centro de Estudios e Investigaciones Marxistas).
Durante su etapa en la Asamblea trabó buena amistad con el popular Abate Pierre, con el que coincidió como diputado.
Titular de un doctorado en filosofía con la tesis Théorie matérialiste de la conscience (Teoría materialista de la conciencia), (Sorbonne, 1953), enseña en la Universidad de Clermont-Ferrand, donde atraerá la enemistad de Michel Foucault, quien presionará para que sea apartado según explica en la biografía de éste Didier Eribon.

## Distanciamiento con el PCF
Pese a haber sido un estalinista incondicional hasta la década de 1950, en la década siguiente creció su desencanto hacia la Unión Soviética y el Pacto de Varsovia, apoyando los levantamientos estudiantiles del mayo de 1968 en Francia y su fuerte condena de la invasión del Pacto de Varsovia a Checoslovaquia en el mismo año para aplastar la Primavera de Praga, que lo llevaría al enfrentamiento con la dirección del PCF. Esto acabaría llevando a su expulsión del PCF en 1970, época en la que se convierte al catolicismo.
La expulsión de Garaudy se dio formalmente el 6 de febrero de 1970 por «traicionar al marxismo» con sus posiciones heterodoxas. Sobre el particular manifiesta Garaudy: «No es posible callarse…» «…Hablar por última vez a esta tribuna, quiero decir, con tristeza pero sin amargura, que si los métodos del pasado pesaron gravemente para realizar un debate real, nada puede arrancar de mi confianza que yo tengo en el porvenir de nuestro partido. Nuestra causa es justa, nuestro objetivo será atendido».
Tras su ruptura con el PCF continuó dando clases de Filosofía en la universidad y nunca dejó de proclamarse antirracista, internacionalista y socialista.
En 1981 se presentó como independiente a las elecciones presidenciales de Francia.

## Última etapa
Finalmente, a partir de su matrimonio con la palestina Salma Faroukhi, se convirtió al Islam en 1982, tomando el nuevo nombre de Ragaa.
En 1987 se trasladó a Córdoba (España), donde creó la Fundación Garaudy de las Tres Culturas. En 2002, recibió el Premio Internacional Gadafi de los Derechos Humanos de Libia.

## Polémica negacionista
En diciembre de 1995 la editorial de la librería La Vieille Taupe («El viejo topo»), del escritor Pierre Guillaume, publicó su libro Los mitos fundacionales del estado de Israel (Les Mythes fondateurs de la politique israelienne), por el que fue juzgado y condenado por un tribunal de París a una multa de 240.000 francos franceses (aproximadamente 37.000 euros) y seis meses de cárcel (en suspensión), en aplicación de la ley Fabius-Gayssot del 13 de julio de 1990 por la «negación de crímenes contra la humanidad» y «difamación racista». Su defensa fue llevada por el polémico abogado Jacques Vergès, y la de Pierre Guillaume por Eric Delcroix.
La decisión fue recurrida ante el Tribunal Europeo de Derechos Humanos, pero la apelación fue rechazada como inadmisible.

## Mandatos políticos

### Diputado
- 21/10/1945 – 10/06/1946: diputado comunista de Tarn;
- 02/06/1946 – 27/11/1946: diputado comunista de Tarn;
- 10/11/1946 – 17/04/1951: diputado comunista de Tarn;
- 02/01/1956 – 08/12/1958: diputado comunista de Sena.

### Senador
- 26/04/1959 – 31/10/1962 (dimisión): senador por el departamento de Sena (Grupo Comunista–Senado).

## Obras
Ha escrito una cincuentena de obras, entre ellas:
- Le Communisme et la renaissance de la culture française (1945)
- Les Sources françaises du socialisme scientifique (1948)
- Le Manifieste du parti communiste: révolution dans l’histoire de la pensée socialiste (1952)
- Théorie matérialiste de la connaissance (1953)
- Mesaventures de l’anti-marxisme. Les malheurs de M. Ponty (1956)
- Humanisme marxiste (1957)
- Questions à Jean-Paul Sartre, précédées d’une lettre ouverte (1960)
- Dieu est mort, PUF, Paris (1962)
- Qu’est-ce que la morale marxiste ? (1963)
- Karl Marx, Seghers, Paris (1965)
- Marxisme du xxe siècle, La Palatine, Paris-Genève (1966)
- Le Problème chinois (1967)
- Lénine, PUF, Paris (1968)
- Pour un réalisme du xxe siècle. Etude sur Fernand Léger (1968)
- Pour un modèle Français du Socialisme (1968)
- Le Grand tournant du socialisme, Gallimard, Paris (1969)
- Marxistes et chrétiens face à face, en collaboration avec Q. Lauer, Arthaud, Paris (1969)
- Toute la vérité (1970)
- Reconquête de l'espoir, Grasset, Paris (1971)
- L’Alternative, Robert Laffont, Paris (1972)
- Parole d'homme (1975)
- Le Projet espérance, Robert Laffont, Paris (1976)
- Pour un dialogue des civilisations, Denoël (1977)
- Appel aux vivants, Éditions du Seuil, Paris (1979)
- L’Affaire Israël (1980 environ)
- Appel aux vivants (1980)
- Promesse d'Islam (1981)
- Pour l'avènement de la femme, Albin Michel, Paris (1981)
- Biographie du xxe, Tougui, Paris (1985)
- Les Fossoyeurs. Un nouvel appel aux vivants, L'Archipel, Paris (1992)
- Mon tour du siècle en solitaire, mémoires, Robert Laffont, Paris (1989)
- Intégrismes (1990)
- Les Orateurs de la Révolution française (1991)
- À Contre-nuit (1992)
- Avons-nous besoin de Dieu ?, introduction de l'abbé Pierre, Desclée de Brouwer, Paris (1993)
- Souviens-toi : brève histoire de l'Union soviétique, Le Temps des cerises, Pantin (1994)
- Vers une guerre de religion ? Débat du siècle, Desclée de Brouwer, Paris (1995)
- L'Islam et l'intégrisme, Le Temps des cerises, Pantin (1996)
- Les Mythes fondateurs de la politique israélienne, Librairie du savoir, Paris (1996)
- Grandeur et décadences de l'Islam, Alphabeta & chama, Paris (1996)
- Mes témoins, Éditions À Contre-Nuit, Paris (1997)
- Les Etats-Unis avant-garde de la décadence, Editions Vent du Large, Paris (1997)
- Le Procès de la liberté, en collaboration avec J. Vergès, Vent du large, Paris (1998)
- L’Avenir, mode d'emploi, Vent du large, Paris (1998)
- L'Islam en Occident, Cordoue capitale de l'esprit, L'Harmattan, Paris (2000)
- Le Terrorisme occidental, Al-Qalam, Luxembourg (2004)
- Qu'est-ce que l'anti-américanisme ? Archivado el 30 de enero de 2009 en Wayback Machine. (2009).